# Salinas (Castrillón)
Salinas (auf Asturisch ebenfalls Salinas) ist ein Ort in der Gemeinde Castrillón im Fürstentum Asturien, Spanien.
Die Stadt hat eine Bevölkerung von 4517 Einwohnern (Stand 2009, INE) und umfasst 2623 Häuser. Salinas erstreckt sich über eine Fläche von 3,77 km². Als Küstenstadt ist Salinas die zweitgrößte Ortschaft der Gemeinde, nach der 2 km entfernten Hauptstadt Piedras Blancas. Die Stadt grenzt im Norden an das Kantabrische Meer, im Osten an die Gemeinden Gozón und Avilés, im Süden an Avilés und im Westen an die Gemeinde Laspra.
Salinas ist ein bedeutendes Sommerfreizeitzentrum an der asturischen Küste. Mit einem über 2500 Meter langen Strand verfügt Salinas über einen der längsten Strände Asturiens, der in den Strand San Juan de Nieva und den Strand Salinas unterteilt ist.

## Sehenswürdigkeiten
In Salinas befindet sich das Ankermuseum Philippe Cousteau, in dessen Nähe sich auch das Denkmal für Philippe Cousteau, geschaffen von Vicente Menéndez-Santarúa Prendes, befindet.

## Freizeitbeschäftigungen
Salinas ist einer der bedeutendsten Strände an der kantabrischen Küste und ein beliebtes Ziel für Surfen, Surf-Kajak, Bodyboarden und Windsurfen. Jeden Sommer findet hier das Salinas International Longboard Surf Festival statt, bei dem lokale Surfer mit Teilnehmern aus der nationalen und internationalen Szene zusammenkommen. Zusätzlich gibt es im Sommer weitere Surffestivals wie „Surf, Music and Friends“, das viele nationale und internationale Surfer sowie zahlreiche Konzerte und Food Trucks anzieht. Ein weiteres Highlight ist das „Songs for an EWAN Day“-Festival, ein dreitägiges Event mit vielen Indie-/Indie-Rock-Konzerten, diversen Food Trucks und einer mitreißenden Atmosphäre.
Salinas bietet auch eine Vielzahl an Bars, Restaurants, Apfelweinlokalen und Picknickplätzen, von denen die meisten nur wenige Meter vom Strand entfernt an der Promenade liegen. Diese Promenade ist sowohl im Sommer als auch im Winter ideal für einen angenehmen Spaziergang. An der Promenade befinden sich auch der Real Club Náutico de Salinas und eine städtische Fahrradsammelstelle, ähnlich wie in Piedras Blancas oder Avilés.

## Geschichte
Die Geschichte von Salinas reicht bis in die Römerzeit zurück, als die nahegelegene Festung Raíces erbaut wurde. Im Mittelalter wurde diese Festung von Alfons III. wieder aufgebaut und als Gauzón-Burg bekannt. Der Legende nach wurde in dieser Burg das Siegeskreuz gefertigt, das Wappentier des Fürstentums Asturien, das heute in der Kathedrale von Oviedo aufbewahrt wird.
Im Juli 2005 begannen archäologische Ausgrabungen zur Wiederherstellung der Festung. Dabei entstand ein Museum zur lokalen Geschichte sowie das Interpretationszentrum der Burg Gauzón in Raíces Nuevo.
Die Entwicklung von Salinas ist eng mit der Gründung und Tätigkeit der Real Compañía Asturiana de Minas, heute Asturiana de Zinc, sowie dem RCNS verbunden. Letzterer entstand durch die Initiative mehrerer Familien aus Oviedo und Madrid, die traditionell ihre Ferien in Salinas verbrachten. Der erste Sitz des Clubs war ein Holzgebäude aus dem Jahr 1916. Im Jahr 2005 begann der Bau des dritten Gebäudes, das den Club beherbergt.
Besonders erwähnenswert sind auch die Schulen von Raíces Viejo, die durch Beiträge von Auslandsasturianern finanziert wurden.